# Maximiliano González (calciatore 1994)
Maximiliano David González (San Lorenzo, 12 marzo 1994) è un calciatore argentino, centrocampista dei Rangers de Talca.

## Caratteristiche tecniche
Gioca come centrocampista centrale.

## Carriera
Cresciuto nelle giovanili del Rosario Central, fa il debutto in prima squadra il 14 febbraio 2015, subentrando all'80' ad Jonás Aguirre nel match vinto per 1-0 contro il Racing Club.

## Palmarès

### Club

#### Competizioni nazionali
- Copa Argentina: 1

Rosario Central: 2017-2018